# Microcyclus tinctoria
Microcyclus tinctoria är en svampart som först beskrevs av Louis René Tulasne, och fick sitt nu gällande namn av Arx 1962. Microcyclus tinctoria ingår i släktet Microcyclus och familjen Mycosphaerellaceae.   Inga underarter finns listade i Catalogue of Life.